# Josh McEachran
Joshua Mark ('Josh') McEachran (Oxford, 1 maart 1993) is een Engels voetballer die bij voorkeur als middenvelder speelt. Ook zijn broer George McEachran is profvoetballer.

## Eerste jaren
McEachran begon met voetballen bij Garden City FC toen hij zes jaar oud was. Chelsea nam hem op zijn achtste op in haar jeugdopleiding.

## Chelsea
McEachran maakte op 15 september 2010 zijn debuut voor het eerste elftal van Chelsea, in de Champions League-match tegen MŠK Žilina. Hij was daarmee de eerste speler in de Champions League die na de start van de eerste editie werd geboren. McEachran maakte zijn Premier League-debuut op 25 september in een 1-0-verlies voor zijn team tegen Manchester City FC.
McEachran kreeg van de Chelsea-supporters op 19 maart 2011 de prijs voor Young Player of The Year.

## Vitesse
Op 18 augustus 2014 werd bekend dat Chelsea McEachran gedurende het seizoen 2014/15 verhuurde aan Vitesse. Hij debuteerde hiervoor op 24 augustus 2014, in een uitwedstrijd tegen PEC Zwolle. Hij speelde hierna vijftien wedstrijden in de reguliere competitie en vier in de play-offs na afloop daarvan. Hierin behaalde hij met zijn ploeggenoten kwalificatie voor Europees voetbal.

## Brentford en Birmingham City
McEachran verliet Chelsea in juli 2015 definitief en tekende een contract tot medio 2019 bij Brentford, de nummer vijf van de Championship in het voorgaande seizoen. In 2019 ging hij naar Birmingham City.

## Statistieken
| seizoen | club               | land      | competitie     | wed. | goals |
| ------- | ------------------ | --------- | -------------- | ---- | ----- |
| 2010/11 | Chelsea            | Engeland  | Premier League | 9    | 0     |
| 2011/12 | Chelsea            | Engeland  | Premier League | 2    | 0     |
| 2011/12 | → Swansea City     | Wales     | Premier League | 4    | 0     |
| 2012/13 | → Middlesbrough    | Engeland  | Championship   | 38   | 0     |
| 2013/14 | → Watford          | Engeland  | Championship   | 7    | 0     |
| 2014    | → Wigan Athletic   | Engeland  | Championship   | 8    | 0     |
| 2014/15 | → Vitesse          | Nederland | Eredivisie     | 19   | 0     |
| 2015/16 | Brentford FC       | Engeland  | Championship   | 14   | 0     |
| 2016/17 | Brentford FC       | Engeland  | Championship   | 27   | 0     |
| 2017/18 | Brentford FC       | Engeland  | Championship   | 25   | 0     |
| 2018/19 | Brentford FC       | Engeland  | Championship   | 24   | 1     |
| 2019/20 | Birmingham City    | Engeland  | Championship   | 8    | 0     |
| 2020/21 | Birmingham City    | Engeland  | Championship   | 0    | 0     |
| 2020/21 | Milton Keynes Dons | Engeland  | League One     | 14   | 0     |
|         |                    |           | Totaal         | 199  | 1     |